# Derby Stallion 64
Derby Stallion 64 (en japonés ダービースタリオン64, Derby Stallion 64) es un videojuego de carreras de caballos desarrollado para Nintendo 64. Salió al mercado en agosto de 2001, aunque no llegó a salir del mercado japonés.
- Datos: Q3023601